# Kewucat Kinneret
Kewucat Kinneret (hebr.: קבוצת כנרת) – kibuc położony w samorządzie regionu Emek ha-Jarden, w Dystrykcie Północnym, w Izraelu.
Leży na południowy wschód od Jeziora Tyberiadzkiego w Dolnej Galilei.
Członek Ruchu Kibuców (Ha-Tenu’a ha-Kibbucit).

## Historia
Wioska została założona w 1908 i otrzymała nazwę Havat Kinneret (Hebrew: חוות כנרת, Kinneret Farm). W 1913 została przekształcona w kibuc. Jedną z pierwszych specjalizacji było pszczelarstwo i sprzedaż miodu.

## Gospodarka
Gospodarka kibucu opiera się na intensywnym rolnictwie.